# Jadwiga Pająk
Jadwiga Pająk (zm. 14 grudnia 1978) – polska polityk emigracyjny, wiceminister, małżonka premiera Antoniego Pająka.

## Działalność
Od 1973 była członkinią Rady Naczelnej Związku Socjalistów Polskich na Obczyźnie. 12 lipca 1978 została mianowana podsekretarzem stanu w resorcie skarbu w drugim rządzie Kazimierza Sabbata. Zmarła nagle 14 grudnia 1978.

## Rodzina
Od 1963 była drugą żoną Antoniego Pająka, który od 1955 do 1965 był premierem.

## Odznaczenia
- Krzyż Oficerski Orderu Odrodzenia Polski (1972)[5]
- Krzyż Komandorski Orderu Odrodzenia Polski – pośmiertnie (18 grudnia 1978)[6]